# Tafeltennis op de Paralympische Zomerspelen 2012
Op de XIVe Paralympische Zomerspelen die in 2012 werden gehouden in Londen, Verenigd Koninkrijk was de tafeltennis een van de 20 sporten die werden beoefend.

## Evenementen
In totaal zijn er 24 onderdelen op de Paralympics in 2012; dertien voor mannen en elf voor vrouwen
Mannen, individueel
- Klasse 1
- Klasse 2
- Klasse 3
- Klasse 4-5
- Klasse 6
- Klasse 7
- Klasse 8
- Klasse 9-10
- Klasse 11

Mannen, Dubbelspel
- Klasse 1-2
- Klasse 3
- Klasse 4-5
- Klasse 6-8
- Klasse 9-10

Vrouwen, individueel
- Klasse 1-2
- Klasse 3
- Klasse 4
- Klasse 5
- Klasse 6-7
- Klasse 8
- Klasse 9
- Klasse 10
- Klasse 11

Vrouwen, Dubbelspel
- Klasse 1-3
- Klasse 4-5
- Klasse 6-10

## Mannen

### Dubbelspel
| Rank | Land       |
| ---- | ---------- |
| 1    | Slovenië   |
| 2    | Frankrijk  |
| 3    | Zuid-Korea |

| Rank | Land      |
| ---- | --------- |
| 1    | China     |
| 2    | Duitsland |
| 3    | Frankrijk |

| Rank | Land       |
| ---- | ---------- |
| 1    | China      |
| 2    | Zuid-Korea |
| 3    | Frankrijk  |

| Rank | Land                |
| ---- | ------------------- |
| 1    | Polen               |
| 2    | Spanje              |
| 3    | Verenigd Koninkrijk |

| \| Rank \| Land \| \| ---- \| ------ \| \| 1 \| China \| \| 2 \| Polen \| \| 3 \| Spanje \| |        |
| Rank                                                                                        | Land   |
| 1                                                                                           | China  |
| 2                                                                                           | Polen  |
| 3                                                                                           | Spanje |

### Individueel
| Klasse    | Land       | Goud              | Land                | Zilver              | Land                | Brons               |
| --------- | ---------- | ----------------- | ------------------- | ------------------- | ------------------- | ------------------- |
| Klasse 1  | Duitsland  | Holger Nikelis    | Frankrijk           | Jean-Francois Ducay | Verenigd Koninkrijk | Paul Davies         |
| Klasse 2  | Slowakije  | Jan Riapos        | Zuid-Korea          | Kyung Mook Kim      | Frankrijk           | Fabien Lamirault    |
| Klasse 3  | China      | Panfeng Feng      | El Salvador         | Zlatko Kesler       | Duitsland           | Thomas Schmidberger |
| Klasse 4  | Zuid-Korea | Young Gun Kim     | China               | Yan Zhang           | Egypte              | Sameh Saleh         |
| Klasse 5  | Noorwegen  | Tommy Urhaug      | China               | Ningning Cao        | Zuid-Korea          | Eun Chang Jung      |
| Klasse 6  | Tahiti     | Rungroj Thainiyom | Spanje              | Alvaro Valera       | Denemarken          | Peter Rosenmeier    |
| Klasse 7  | Duitsland  | Jochen Wollmert   | Verenigd Koninkrijk | William Bayley      | Oekraïne            | Mykhaylo Popov      |
| Klasse 8  | China      | Shuai Zhao        | Slowakije           | Richard Csejtey     | Zweden              | Emil Andersson      |
| Klasse 9  | China      | Lin Ma            | Oostenrijk          | Stanislaw Fraczyk   | Nederland           | Gerben Last         |
| Klasse 10 | Polen      | Patryk Chojnowski | China               | Yang Ge             | Indonesië           | David Jacobs        |
| Klasse 11 | Hongarije  | Peter Palos       | Zuid-Korea          | Byeongjun Son       | Frankrijk           | Pascal Pereira-Leal |

## Vrouwen

### Dubbelspel
| Plak | Lân                 |
| ---- | ------------------- |
| 1    | China               |
| 2    | Zuid-Korea          |
| 3    | Verenigd Koninkrijk |

| Plak | Lân        |
| ---- | ---------- |
| 1    | China      |
| 2    | Zweden     |
| 3    | Zuid-Korea |

| \| Plak \| Lân \| \| ---- \| ------- \| \| 1 \| China \| \| 2 \| Turkije \| \| 3 \| Polen \| |         |
| Plak                                                                                         | Lân     |
| 1                                                                                            | China   |
| 2                                                                                            | Turkije |
| 3                                                                                            | Polen   |

### Individueel
| Klasse     | Land      | Goud                | Land       | Zilver                   | Land       | Brons                   |
| ---------- | --------- | ------------------- | ---------- | ------------------------ | ---------- | ----------------------- |
| Klasse 1-2 | China     | Jing Liu            | Italië     | Pamela Pezzutto          | Frankrijk  | Isabelle Lafaye Marziou |
| Klasse 3   | Zweden    | Anna-Carin Ahlquist | Oostenrijk | Doris Mader              | Slowakije  | Alena Kanova            |
| Klasse 4   | China     | Ying Zhou           | Kroatië    | Borislava Peric-Rankovic | Zuid-Korea | Sung Hye Moon           |
| Klasse 5   | China     | Bian Zhang          | China      | Gai Gu                   | Zweden     | Ingela Lundback         |
| Klasse 6   | Rusland   | Raisa Chebanika     | Oekraïne   | Antonina Khodzynska      | Oekraïne   | Yuliya Klymenko         |
| Klasse 7   | Nederland | Kelly van Zon       | Rusland    | Yulia Ovsyannikova       | Oekraïne   | Viktoriia Safonova      |
| Klasse 8   | China     | Jingdian Mao        | Frankrijk  | Thu Kamkasomphou         | Zweden     | Josefin Abrahamsson     |
| Klasse 9   | China     | Lina Lei            | Turkije    | Neslihan Kavas           | China      | Meili Liu               |
| Klasse 10  | Polen     | Natalia Partyka     | China      | Qian Yang                | China      | Lei Fan                 |
| Klasse 11  | Hongkong  | Ka Man Wong         | Hongkong   | Chi Ka Yeung             | Rusland    | Anzhelika Kosacheva     |

## Medaillespiegel
| Plaats | Land       | NPC    | Goud | Zilver | Brons | Totaal |
| 1      | China      | CHN    | 14   | 5      | 2     | 21     |
| 2      | Polen      | POL    | 3    | 1      | 1     | 5      |
| 3      | Duitsland  | GER    | 2    | 1      | 1     | 4      |
| 3      | Slowakije  | SVK    | 2    | 1      | 1     | 4      |
| 5      | Zuid-Korea | KOR    | 1    | 4      | 4     | 9      |
| 6      | SWE        | SWE    | 1    | 1      | 3     | 5      |
| 7      | Rusland    | RUS    | 1    | 1      | 1     | 3      |
| 8      | Hongkong   | HKG    | 1    | 1      | 0     | 2      |
| 9      | Nederland  | NED    | 1    | 0      | 1     | 2      |
| 10     | Hongarije  | HUN    | 1    | 0      | 0     | 1      |
| Totaal | Totaal     | Totaal | 0    | 0      | 0     | 0      |

Atletiek · Bankdrukken · Basketbal · Blindenvoetbal · Boogschieten · Boccia · CP-voetbal · Goalball · Judo · Paardensport · Roeien · Rugby · Schermen · Schietsport · Tafeltennis · Tennis · Volleybal · Wielersport · Zeilen · Zwemmen
Rome 1960 ·
Tokio 1964 ·
Tel Aviv 1968 ·
Heidelberg 1972 ·
Toronto 1976 ·
Arnhem 1980 ·
New York & Stoke Mandeville 1984 ·
Seoel 1988 ·
Barcelona 1992 ·
Atlanta 1996 ·
Sydney 2000 ·
Athene 2004 ·
Peking 2008 ·
Londen 2012 ·
Rio de Janeiro 2016 ·
Tokio 2020 ·
Parijs 2024 ·
Los Angeles 2028